# Salto Puxa-Nervos
O Salto Puxa-Nervos é um salto brasileiro no município de Tibagi, no estado do Paraná.
O salto é formado pelo arroio Puxa-Nervos e a sua queda d'água possui uma altura de 50 metros, formando uma piscina natural. Está localizado no bairro Barreiro, a 18 quilômetros da cidade de Tibagi, em uma propriedade particular, sendo permitida a visitação mediante pagamento de uma taxa.
É acessado por qualquer tipo de veículo e o trajeto a partir de Tibagi possui seis quilômetros de pavimentação poliédrica e o restante de cascalho. É um local com grande potencial turístico, existindo a possibilidade de prática de rapel.